# نمل، پنجاب
نمل (به انگلیسی: Namal) یک منطقهٔ مسکونی در پاکستان است که در ناحیه میانوالی واقع شده‌است.